# Grabarz żółto-czarny
Grabarz żółto-czarny (Nicrophorus vespilloides) – gatunek chrząszcza z rodziny omarlicowatych (Silphidae). Ma on znaczenie w kryminalistyce do ustalania czasu śmierci ofiary.